# Ettore De Michele
Ettore De Michele (Lecce, 6 gennaio 1890 – Bari, 28 marzo 1991) è stato un dirigente sportivo, arbitro di calcio e calciatore italiano, di ruolo portiere.
È considerato il "padre" dello Sport in Puglia per il contributo dato, come pioniere, allo sport nella regione. In gioventù praticò numerosi sport e all'età di 18 anni fu il principale fondatore del Lecce. Dette inoltre un significativo contributo come arbitro e dirigente arbitrale.

## Biografia
Partecipò alla guerra italo-turca del 1911-1912 (in cui fu ferito in battaglia e poi ammalato di colera, per circa tre mesi in un campo militare) e alla prima guerra mondiale. Diventò funzionario statale e si trasferì per lavoro prima a Taranto, nel 1919 e poi nel 1933 a Bari, dove risiedette per il resto della sua vita. Si sposò con Antonietta (deceduta nel 1976), ed ebbe sette figli, tra i quali Nicola, ingegnere e Direttore compartimentale delle Dogane di Puglia e Basilicata (tre dei figli, compreso Nicola, erano ancora vivi nel 1990), vari nipoti e pro nipoti.
Morì a Bari il 28 marzo 1991, all'età di 101 anni, per i postumi di una caduta risalente a circa un anno prima.

## Carriera
Appena quindicenne vince la prima gara ciclistica su strada; partecipa a numerose gare podistiche e di atletica leggera, figurando sempre fra i primi. 
Nel 1909, già campione leccese di ciclismo su pista, conquista a Cisternino il campionato ciclistico pugliese libero a tutte le categorie, su triplo circuito, nelle eliminatorie a cronometro e nella finale in linea.
Nel luglio del 1919 partecipa ai "giochi del dopolavoro", ottenendo il brevetto atletico di primo grado.

### Calciatore
Nel 1908, coadiuvato da altri colleghi studenti del liceo classico e dell'istituto tecnico di Lecce fonda la polisportiva Sporting Club Lecce (diretta antenata dell'Unione Sportiva Lecce) di cui si occupa della direzione tecnica ed è portiere e capitano nella squadra di football. 
Per lo Sporting Club, la cui sezione calcistica è la prima squadra di calcio della provincia, partecipa anche a ciclismo e atletica.
Nel 1910 disputa con la sua squadra il primo torneo pugliese ufficiale di calcio, valido per la Terza Categoria, in cui subisce 14 reti in 4 incontri e segna un goal alla Pro Italia nell'ultima giornata di campionato (persa dai salentini 3-1).

### Arbitro di calcio e dirigente sportivo
Nel 1908 è il cassiere dello Sporting Club Lecce appena fondato.
Nel 1909-1910 è l'ideatore del primo campionato calcistico pugliese nella storia della Federcalcio, la Terza Categoria 1909-1910, organizzato in collaborazione con Floriano Ludwig del Bari Foot-Ball Club e Luigi Ascanelli della Società Sportiva Pro Italia di Taranto (come lui, fondatori delle rispettive società, che prendono parte allo stesso campionato regionale).
Nel marzo 1919, quando vive a Taranto, inizia l'attività arbitrale nell'A.I.A. del primo Comitato Regionale Pugliese FIGC e diventa segretario dell'"Ente Sportivo Provinciale Fascista", carica con cui contribuisce alla fusione delle società calcistiche tarantine Audace e Pro Italia nell'Associazione Sportiva Taranto. Fino al 1930 è arbitro nazionale per la CITA (Comitato Italiano Tecnico Arbitrale) e viene nominato arbitro benemerito. Nel 1946 è eletto in sede nazionale membro del consiglio centrale direttivo dell'A.I.A., rimanendo in carica fino al 1961. È fra i promotori dei primi gruppi arbitrali federali di Taranto e Lecce; di quest'ultimo promotore principale e primo presidente.
Nei primi anni trenta contribuisce attivamente, fra diverse difficoltà, alla rifondazione del Lecce (all'epoca Unione Sportiva Pro Lecce), già radiato dalla FIGC nel 1932, dopo la retrocessione dal campionato di Serie B.
È, infine, presidente di delle commissioni esaminatrici per arbitri e commissario speciale e di campo per le gare nazionali.
Gli altri incarichi dirigenziali posseduti sono stati: vice commissario dell'Unione Velocipedistica Italiana (U.V.I.), direttore dell'Opera Nazionale Dopolavoro e componente del Comitato Regionale Pugliese della FIGC (federazione da cui è stato nominato benemerito) in due intervalli temporali differenti, dagli anni trenta agli anni sessanta.